# 印度水污染
水污染是指水體（如河流、湖泊、海洋、地下水）遭到危險物質或病原體污染，導致其不適合人類使用或對水生生物造成危害。這種污染有多種來源，包括工業排放、農業徑流、未經處理的生活污水和不當的廢棄物處理。水中的污染物會造成嚴重的環境、健康和經濟後果。
水污染是印度的一個重大環境問題。印度水污染（英語：water pollution in India）中最大的來源是未經處理的生活污水。其他的污染源還有農業徑流和未受監管小型工業單位棄置的廢棄物。印度的大多數河流、湖泊和地表水因工業、未經處理的污水和固體廢棄物而受到污染。雖然印度年均降水量約有40,000億立方公尺，但因缺乏基礎設施，可供利用的水資源只有約11,220億立方公尺。因為該國大部分的水資源均受到污染，難以安全使用。印度水體受到污染的嚴重影響，導致可用於飲用、工業生產和農業灌溉的水資源大幅減少，進而限制各個經濟社會部門的發展。

## 污染肇因

### 未經處理的生活污水

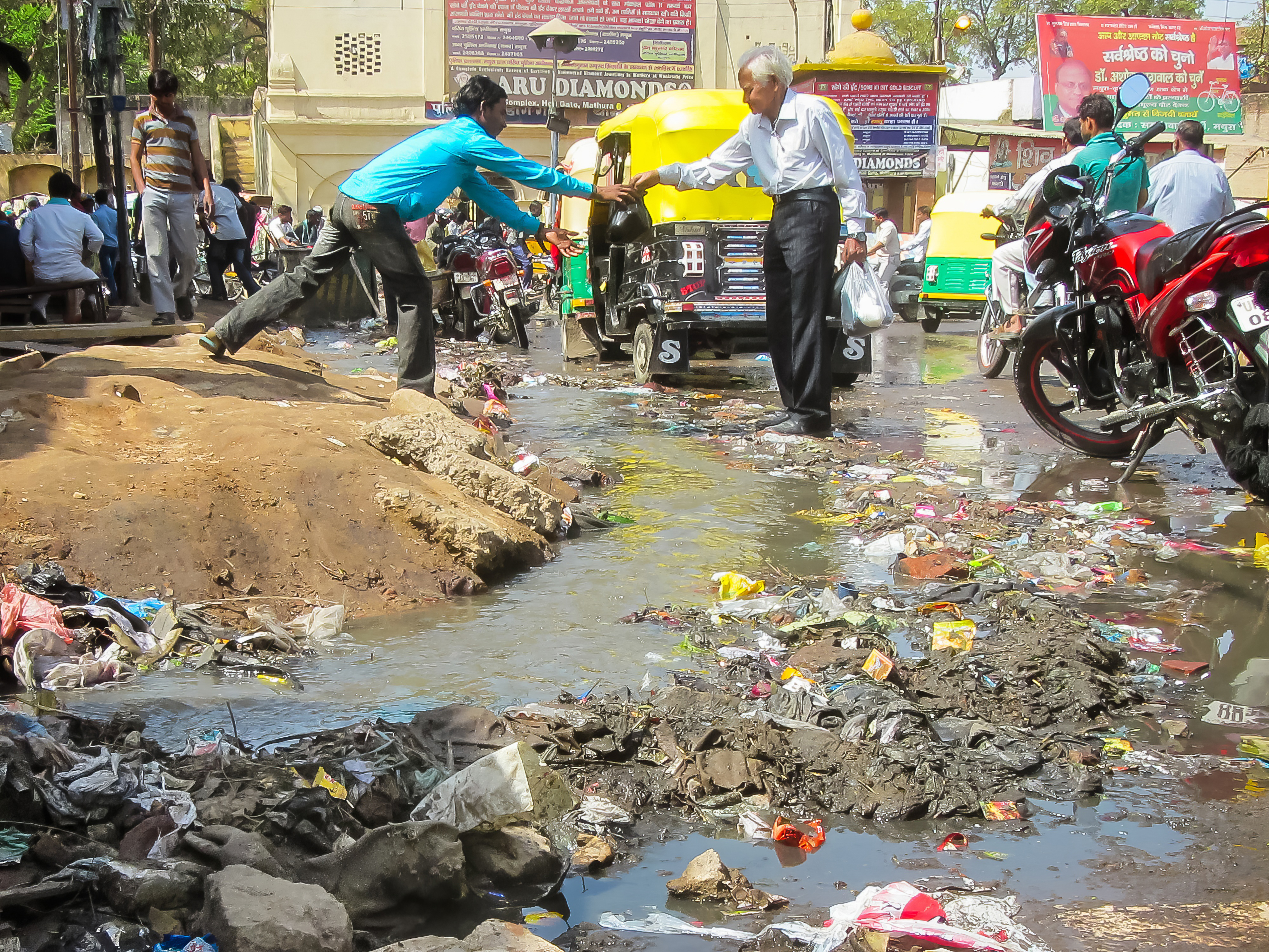
於印度北方邦境內古城馬圖拉中一條充斥垃圾的街道（攝於2011年）。

印度生活污水在產生和處理數量之間有非常大的差距。問題不僅在於該國缺乏足夠的處理設施，而已有的污水處理廠既不能運作，也未進行適當的維修及保養。
大多數政府擁有的污水處理廠由於設計不當、或維護不善、或缺乏可靠的電力供應，以及員工缺勤和管理不當，在大部分時間均處於閒置狀態。此類地區產生的污水通常任其滲入土壤或是蒸發。未收集的廢棄物在城市地區四處堆積，造成髒亂的環境，並釋放污染物，之後滲入地表水和地下水中。
印度城鎮和一些村莊排放的污水是造成印度水污染的重大原因，因而需要大量投資來將產生污水與污水處理能力之間的差距彌補 - 印度主要城市每天產生383.54億公升（MLD）污水，但這類城市的污水處理能力僅為117.86億公升。印度多數的河流均已受到生活污水的嚴重污染。
在1995年至2008年期間於印度採集的水樣本所進行的科學分析，顯示該國的水體存在嚴重的有機物和細菌污染，而主要是由於未經處理的生活污水所造成，這些污水主要來自各個城市中心。

### 農業徑流和工業污水
農藥是開發中國家水體中的主要污染物之一，許多農藥因會對環境造成損害而在各地已被禁用，例如滴滴涕(DDT)、阿特靈和六氯環己烷(HCH)，但在印度仍因價廉且易於取得而受到普遍使用。印度自1985年以來已使用超過3,500億噸滴滴涕，而滴滴涕已於1989年在該國受到禁用。這些農藥難以降解，屬於持久性有機污染物 (POP)，會造成生物累積，是潛在的致癌物質和突變原。印度幾條河流中發現的POP含量遠高於世界衛生組織（WHO）的設定的最低可接受標準。
印度許多工業產生的廢水都直接排進河流。估計該國工廠在2016年至2017年期間產生717萬噸危險廢棄物。印度中央污染控制委員會（CPCB）報告稱該國截至2016年有746家企業直接將廢水排入印度最大河流 - 恆河。這些廢水含有鉛、鎘、銅、鉻、鋅和砷等重金屬，對水生生物和人類健康有重大負面影響。這些物質在生物體內累積後會對健康造成多種不利影響，例如認知功能受損、消化道損傷或腎臟損傷。

### 其他問題
旁遮普邦污染控制委員會參與的一項於2008年進行的聯合研究，顯示在明渠沿線的村莊，地下水和自來水中的氟化物、汞、安殺番和七氯殺蟲劑含量超過最低標準限度(MPL)。而水中有高濃度的化學需氧量（COD）和和生化需氧量（BOD）、氨、磷酸鹽、氯化物、鉻、砷和農藥陶斯松。地下水也含有鎳和硒，而自來水則含有高濃度的鉛、鎳和鎘。
印度季風期間出現的洪水會將該國的水污染問題加劇，固體廢物和受污染的土壤被沖刷並轉移到河流和濕地之中。

## 水資源品質

### 品質監控
印度環境、森林與氣候變化部下屬的中央污染控制委員會建有一國家水質監測網絡，由分佈在全國各河流和水體的28個邦及6個聯邦直轄區，共1,429個監測站組成。負責全年不間斷監測水質。監測網絡覆蓋印度各地的293條河流、94個湖泊、9個水池、41個池塘、8條小溪、23條渠道、18條排水溝和411口井。定期分析採集樣本中的28項參數 - 包括溶氧、細菌學和其他國際公認的水質數據。另外也分析9種微量金屬數據和28種農藥殘留。也在特定地點進行生物監測。

### 有機物
於2010年所做的水質監測發現幾乎所有印度河流的BOD（生化需氧量衡量，有機物污染程度的指標）都偏高。污染最嚴重的是馬爾坎達河（490毫克/公升BOD），其次是卡利河（364毫克/公升BOD）、阿姆拉卡迪河（river Amlakhadi ，353毫克/公升BOD）、亞穆納河（247毫克/公升BOD）、亞穆納河（德里段）（70毫克/公升BOD）和貝特瓦河 (58毫克/公升BOD)。如水樣本的5天BOD在1至2毫克溶解氧/公升之間，表示水非常乾淨，BOD在3至8毫克溶解氧/公升之間的，表示水為中等清潔，BOD在8至20毫克溶解氧/公升之間的，表示水已達臨界程度，大於20毫克溶解氧/公升的則表示水已污染，屬於生態不安全。
印度城市和主要城鎮附近河水的BOD水平均非常嚴重。在印度農村地區，河水的BOD水平尚足以支持水生生物。

### 大腸桿菌群水平
亞穆納河、恆河、戈默蒂河、加格拉河、昌巴爾河、默希河、瓦爾達河和戈達瓦里河是該國幾條受大腸桿菌污染最嚴重的河流。根據相關數據，若要判定水質適合一般人使用或是灌溉，大腸桿菌群數必須低於每100毫升水中菌群的最可能數為104。理想情況下，水中應完全檢測不出大腸桿菌。若農業用水受到大腸桿菌污染，則有引致疫情爆發的可能。
印度於2006年所做的調查，有47%的水質監測報告中，大腸桿菌群數為每100毫升水中的最可能數超過500 。 於2008年所做的調查，總菌群數超過前述水平的報告佔比已降至33%，表明印度近年增加污染控制基礎設施和將污水處理廠設備升級的工作可能正在扭轉水污染趨勢。
對生活污水進行處理，且隨後將處理過的用於灌溉，既可防止水體污染，又可將使用淡水於灌溉的需求降低。印度自2005年以來的污水處理廠設施每年以10%至12%的速度擴充。美國是印度最大的處理設備和用品供應國，佔新設備份額中的40%。假設印度政府持續以同樣的擴張速度投資於污水處理廠和電力基礎設施，預計該國到2015年的水處理能力將增加近兩倍，預計到2020年可將污水處理能力與日常處理需求達到匹配的程度。

## 水污染影響
印度的水污染對環境和公眾健康有多種不利影響。主要在：
1. 健康影響：受污染的水是導致霍亂、傷寒和肝炎等水媒傳染病的重要原因。這些疾病會導致曝露者患病、住院，甚至死亡。
2. 環境退化：重金屬、農藥和工業化學品等污染物會損害水域生態系統。生態系統平衡因而受到破壞，導致魚類和其他水生生物數量減少、生物多樣性喪失和棲息地退化。
3. 飲用水污染：工業排放和農業徑流造成的地下水污染，對依賴地下水源的數百萬人造成不良健康影響。據報導，印度許多地區水源中的砷和氟化物等污染物含量很高，導致嚴重的健康問題。
4. 對農業的影響：含有農藥和化學肥料的農業徑流會污染水源並影響土壤肥力，而導致農作物產量下降而影響糧食安全。
5. 經濟成本：印度水污染的經濟影響包括醫療成本、生計損失（特別是在漁業社區）以及水處理和淨化成本。[17]

## 解決方案
印度在節水措施的步伐正在加快。其中包括聯盟政府啟動的恆河復興工作、亞穆納河清理工作等項目。.清奈河復育信託基金（Chennai River Restoration Trust）進行清奈庫姆河、阿迪亞河的清理，以及由印度環保主義者基金會(E.F.I) 等組織引領的民間社會為清理該國湖泊和水塘所做的工作，都被視為在該國水資源保護上的重大進展。

### 生活污水處理

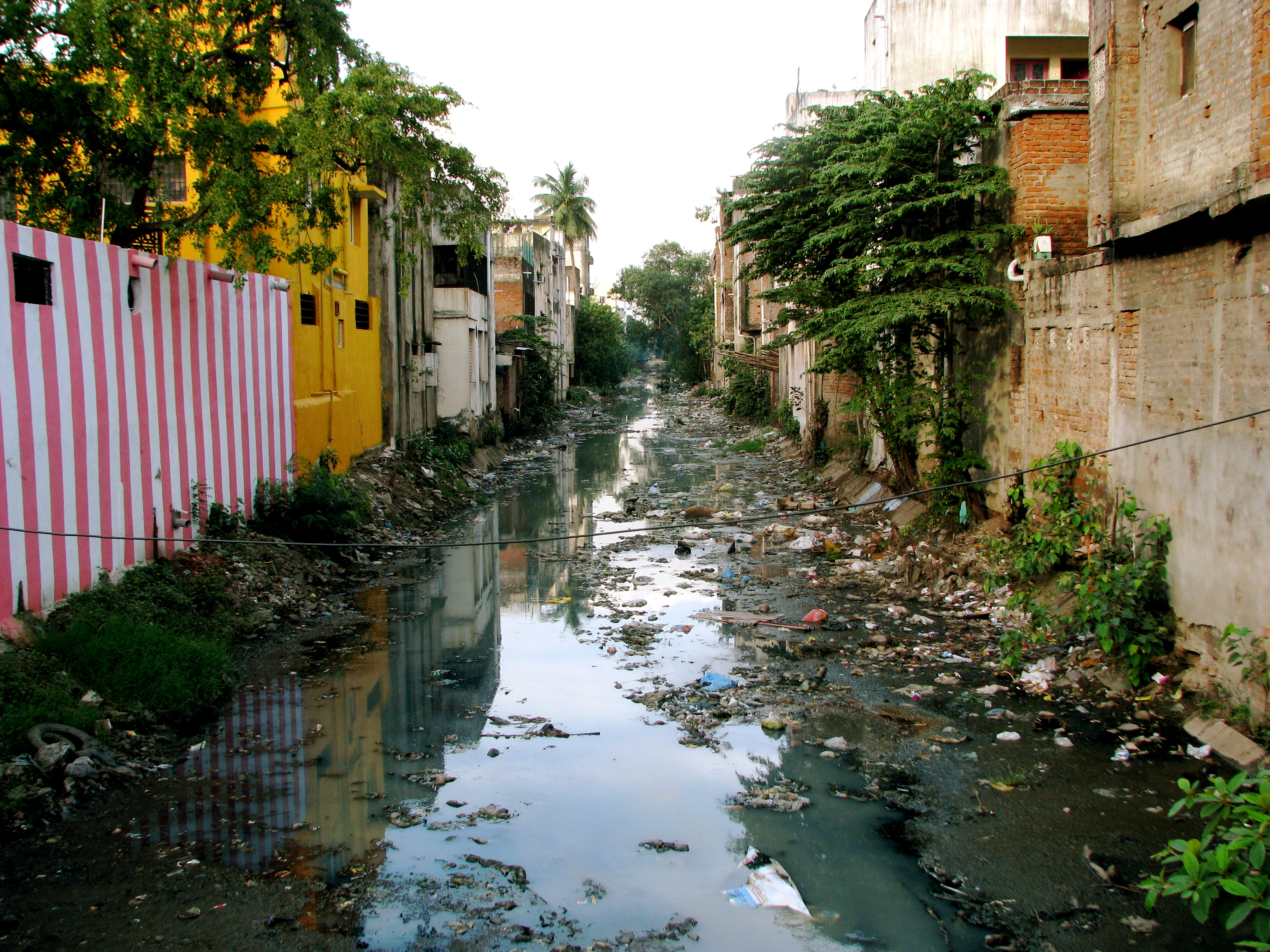
一條於印度居民住宅之間備受污染的的渠道。

印度產生的生活污水數量與該國處理能力間有巨大差距。中央政府在很大程度上將污水處理的工作交由各邦政府負責，而導致不同邦之間在污水處理作為上有巨大的差異。然而印度全國在過去6年中大約有815個污水處理廠 (STP) 正在開發或規劃中，使得該國城市污水處理覆蓋率從2015年的37%提高到2021年的50%。該國也努力鼓勵在農業或工業過程中將處理後的廢水回收及再利用，以減少過度抽取地下水使用。
該國也開始探索其他處理城市污水的技術。天然濕地被證明是的良好的污水處理廠（STP）替代品，可將污水中76-78%的有機污染物、77-97%的養分和99.5-99.9%的微生物去除。印度部分地區已使用分分散式污水處理系統 (DEWATS)，由於興建和維護STP的成本較高，DEWATS也被證明是經濟上可行的STP替代方案。這類系統處理過的水質均在中央污染控制委員會設定的標準之內。

### 工業廢水處理
印度的工業廢水監管規範非常不周全。然而政府已開始採取多項措施來防止工業將水資源污染。零污水排放 (ZLD) 是一種水處理工藝，目的在消除曾經造成嚴重水污染的行業（例如化肥行業和釀酒廠）的液體廢棄物。 ZLD受到政府鼓勵，並在聯合利華和寶僑等一些大型廠區實施。但裝設成本高昂和難以處理廢水中大量溶解固體是採用這類技術的巨大障礙。.

## 特定河流

### 恆河

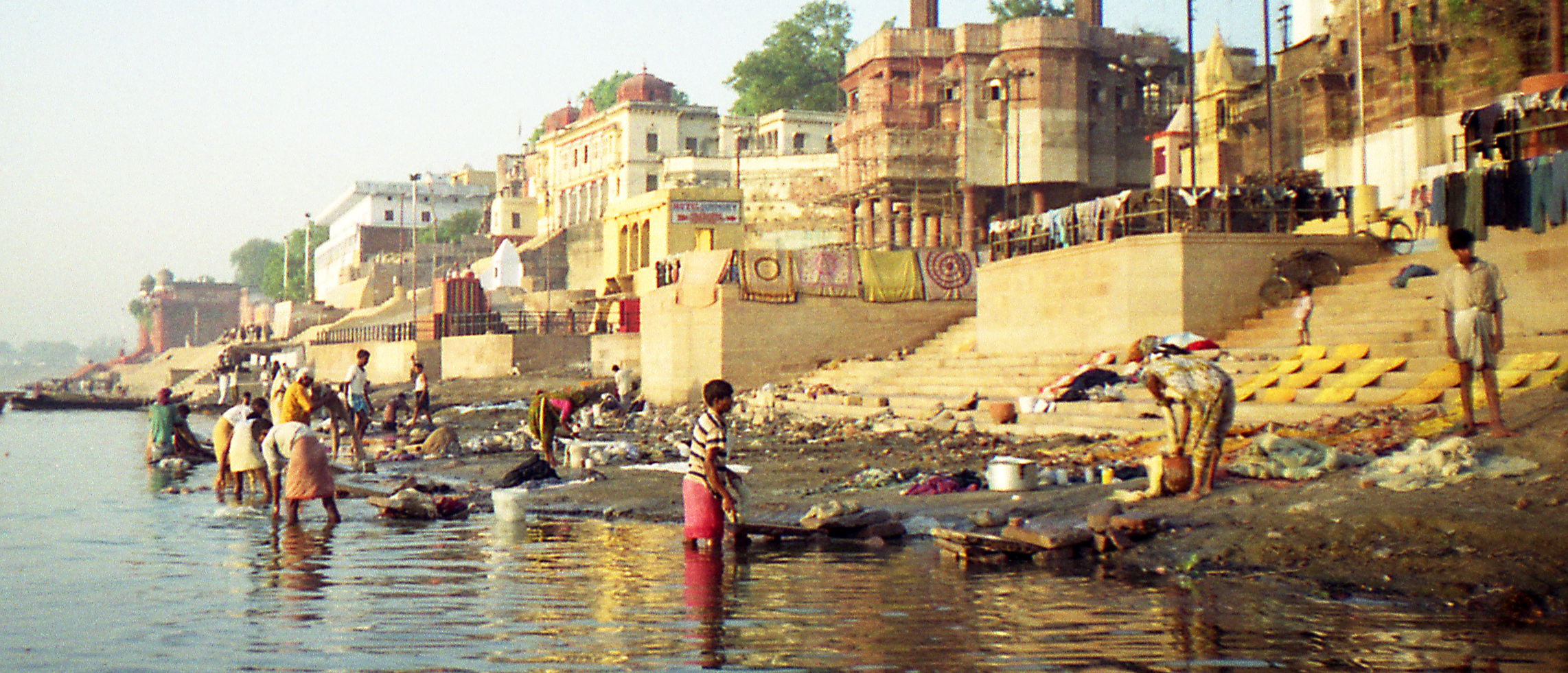
受到污染的恆河岸邊，及一處河壇。

恒河沿岸有超過5億人居住。估計每天有2,000,000人在這條被印度教徒視為聖河的河裡進行沐浴儀式。遭到污染的河水對使用者有重大的健康風險。
僅在北方邦印度教聖城瓦拉納西一地，每年就有約4萬具人類遺體被火化後拋入恆河。其中有許多貧窮家庭因無力購買足夠的木材，有不少遺體在並未完全焚化就被送進河中。

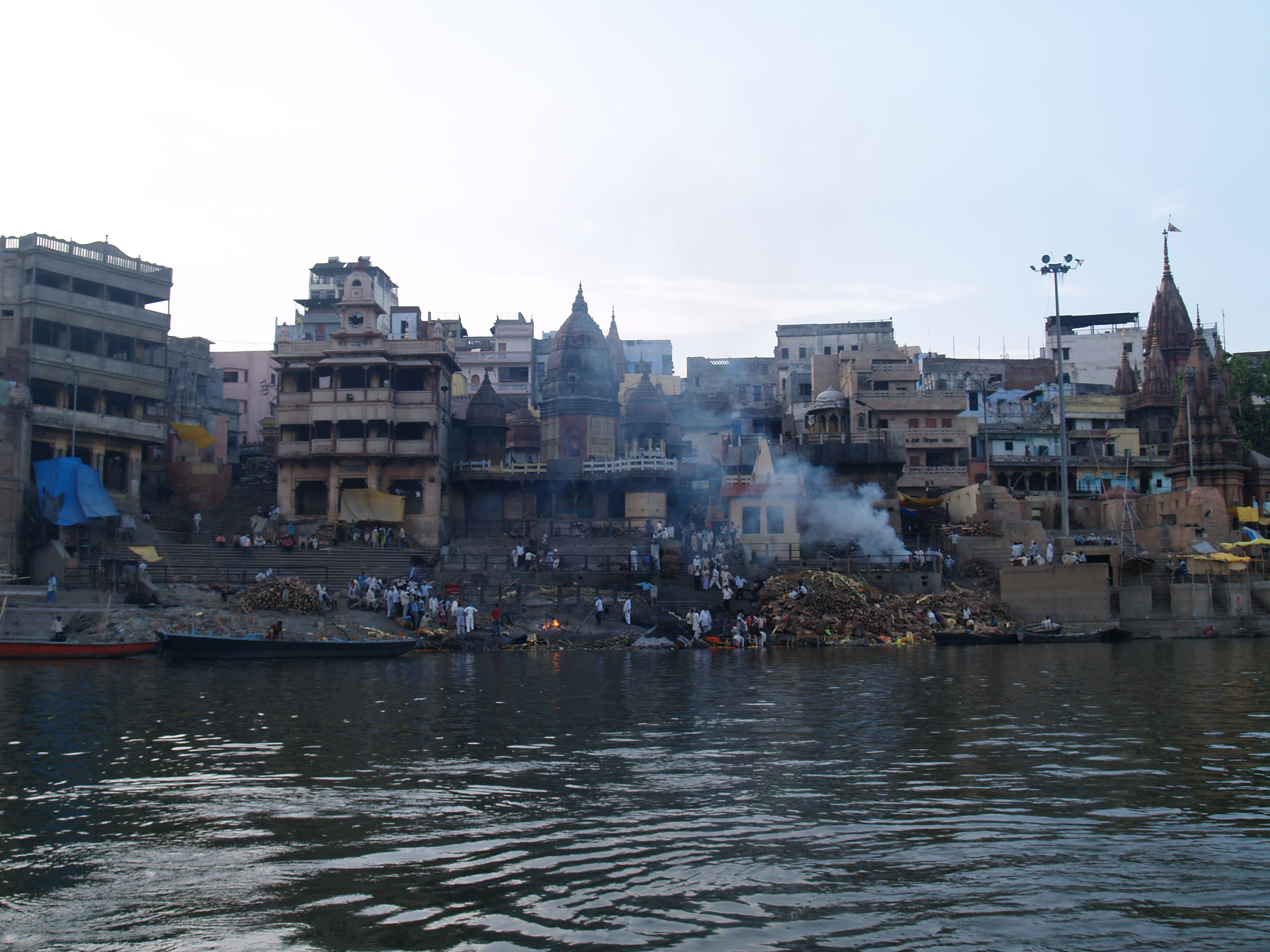
在恆河邊印度教聖城瓦拉納西河壇舉行的火葬。

印度中央政府於2009年2月20日根據《印度1986年環境保護法》第 3(3) 條成立國家恆河流域管理局，負責恆河的融資、規劃、實施、監測和協調，並把恆河封為印度的"國河"。管理局的主席包括印度總理和恆河流經各邦的首席部長。

### 亞穆納河

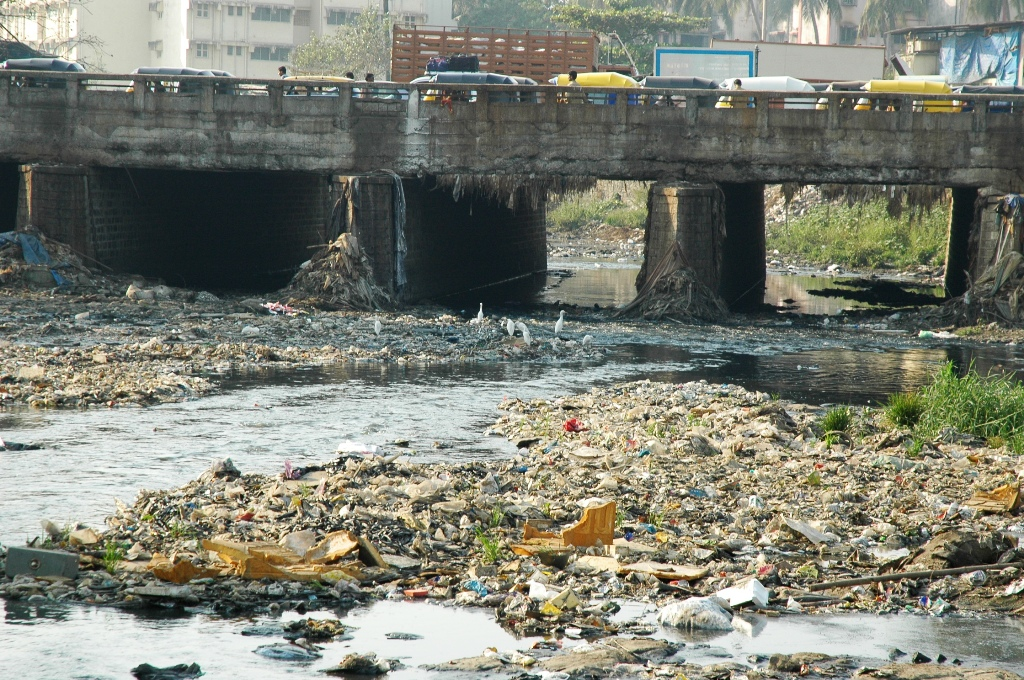
位於孟買的歐西瓦拉河，受到當地產生的大量固體及液體廢棄物嚴重污染。

一份於2012年發表的報告，估計德里的聖河 - 亞穆納河每100cc（1cc=1毫升）河水中有7,500個大腸菌。已有許多非政府組織、壓力團體、生態俱樂部以及公民運動持續積極參與清理這條河的任務。
雖然印度於2002年已修訂其國家水政策，以鼓勵社區參與並將水管理權下放，但以該國複雜的官僚體系，這項政策可能仍是"一種意向聲明"而已。管理水的責任分別由十幾個不同的部會和部門負責，它們之間缺乏協調。儘管政府官僚機構和國營項目部門在亞穆納河清理項目上已花費多年的時間和1.4億美元的經費，仍未能將問題解決。

### 其他河流問題
- 布達納拉河（英语：Buddha Nullah）（當地用語的字面意思為佛陀小河），為一條流經旁遮普邦馬爾瓦地區的季節性小河，因人口密集而有嚴重的污染問題。當地政府於2022年12月開始興建一污水處理廠，[34]迄2023年底已完成95%，完工後的處理效力有待觀察。[35]
- 米堤河（英语：Mithi River），流經孟買，也因人口密集而受到嚴重污染。河床在許多地方充滿淤泥、垃圾和水生植物，例如布袋蓮。[36]
- 穆拉河污染，因為人口密集，垃圾傾倒及生活污水流入而受嚴重污染。馬哈拉什特拉邦污染控制委員會（英语：Maharashtra Pollution Control Board）於2014年將此河的水質歸類為最嚴重的Class-IV級（嚴重污染，不適合任何用途）。[37]
- 穆西河，這條河於2022年在世界污染最嚴重河流中排名第22。[38]
- 戈默蒂河污染，河流全長940公里，其中有幾段受到嚴重污染，[39]有些是因為工業廢水（包括糖廠的），有些是因為生活污水流入所造成。當地政府於2008年開始興建一大型污水處理廠，[40]但迄2014年只能以設計容量的10%運作，河流污染問題尚無法解決。[41]
- 弗利沙瓦提河（英语：Vrishabhavathi River）污染，為一條小河，流經邦加羅爾之南，[42]來自工業、農業及生活的污水讓這條河流受到嚴重的污染。[43]

## 外部連結
- India Water Portal （页面存档备份，存于）
- UNICEF Water, Sanitation and Hygiene Annual Report 2010 （页面存档备份，存于）
- https://www.hindutamil.in/news/tamilnadu/84986-.html （页面存档备份，存于）
- Yamuna Mission （页面存档备份，存于）

Template:Draft category